# Мале Граховше
Мале Граховше (словен. Male Grahovše) је насељено место у општини Лашко, Савињска регија, Словенија.

## Историја
До територијалне реорганизације у Словенији биле су у саставу старе општине Лашко.

## Становништво
У попису становништва из 2011. године, Мале Граховше су имале 46 становника.
| Број становника према пописима | Број становника према пописима | Број становника према пописима |
| ------------------------------ | ------------------------------ | ------------------------------ |
| 1991                           | 2002                           | 2011                           |
| 56                             | 50                             | 46                             |

Напомена: Године 1980. смањен за део насеља који је проглашен за ново самостално насеље Лесковца.